# Бармаглот (фильм)
«Бармаглот» (англ. Jabberwocky — Джаббервоки) — британский фильм 1977 года, чёрная комедия в жанре фэнтези, первая самостоятельная картина режиссёра Терри Гиллиама. Сюжет разворачивается в средние века и рассказывает о простом крестьянине, которому предстоит сразиться с чудовищем. Сюжет и название вдохновлены одноимённым абсурдным стихотворением Льюиса Кэрролла, вошедшим в сказку «Алиса в Зазеркалье». Фильм был прохладно встречен зрителями и кинокритиками, но по прошествии времени заслужил среди поклонников творчества Гиллиама статус культового.

## Сюжет
В одном королевстве завелось свирепое чудовище Бармаглот. Оно вырезает целые деревни и держит в страхе всю округу. Никто не может справиться с монстром, жители деревень массово покидают обжитые места и ищут укрытия в городских замках. Главный герой фильма сын деревенского бондаря Деннис (Майкл Пейлин) тоже отправляется в большой город, но не из страха перед Бармаглотом, а чтобы разбогатеть. Тем самым Деннис хочет завоевать расположение отца своей возлюбленной Гризельды, на которой он мечтает жениться. То и дело попадая в нелепые положения и анекдотические ситуации, деревенский простак проторяет свой путь к нечаянной славе, а в конечном счете встречается с чудовищем лицом к лицу и принимает бой.

## Производство
Фильм снимался в Уэльсе, в качестве декораций использовались два замка — Пембрук и Чепстоу.
По постановке и комическому стилю «Бармаглот» напоминает другую режиссёрскую работу Гиллиама — фильм «Монти Пайтон и Священный Грааль», снятый им в соавторстве с Терри Джонсом. Ощущение сходства усугубляет присутствие в картине Майкла Пейлина, Терри Джонса и Нила Иннеса, также снявшихся в «Граале». Для проката на территории Северной Америки фильм даже был переименован в «Бармаглот Монти Пайтона», вопреки всем протестам Гиллиама.
Многие члены съёмочной бригады «Бармаглота» одновременно работали на съёмках фильма «Звёздные войны» Джорджа Лукаса. Также в «Бармаглоте» снялся английский бодибилдер и тяжелоатлет Дэвид Проуз, известный в основном ролью Дарта Вейдера в «Звёздных войнах». В фильме Гиллиама Проуз сыграл двух противоборствующих рыцарей — главного злодея Чёрного Рыцаря и его противника Ржавую Селёдку (Red Herring). В титрах указан под именем Дэйв Проуз.
Костюм чудовища Бармаглота был выполнен по тому же принципу, что и костюмы Годзиллы, за одним существенным отличием — актёр в нём передвигался спиной вперёд. Это было сделано для того, чтобы ноги чудовища сгибались в обратную сторону, на птичий манер. Соответственно, руки актёра управляли крыльями Бармаглота, в то время как голова на длинной шее контролировалась кукловодами с помощью верёвок (которые отчётливо видны в фильме).
В сцене битвы с Чёрным Рыцарем, когда тот падает с коня, в кадр попадает трейлер съёмочной бригады. Гиллиам утверждает, что в бракованном кадре актёр упал на землю выразительнее, чем в удачных дублях. Также во время одной из сцен с проходкой по городу можно увидеть на улице гору ящиков, накрытых брезентом. Это коробки из-под съёмочного оборудования, и в кадр они попали случайно.
Тронный зал короля Бруно Сомнительного в действительности состоял из единственной бутафорской стены с дверью. Остальные стены помещения изображали драпировки тёмной тканью.

## В ролях
- Майкл Пейлин — Деннис-бондарь
- Уоррен Митчел — мистер Фишфингер
- Аннет Бедлэнд — Гризельда Фишфингер
- Макс Уолл — король Бруно Сомнительный
- Дебора Фоллендер — принцесса
- Джон Ле Межерер — Пасселви
- Джон Бёрд — первый геральд
- Нил Иннес — второй геральд
- Гарри Корбет — сквайр рыцаря Ржавая Селёдка Этель
- Дэвид Проуз — Чёрный Рыцарь, рыцарь Ржавая Селёдка
- Терри Джонс — браконьер
- Терри Гиллиам — Человек с камнями